# 田中於菟弥
田中 於菟弥（田中 於兎彌、たなか おとや、1903年9月24日 - 1989年7月12日）は、日本のインド学・インド文学者。

## 経歴
1903年、東京生まれ。府立一中などを経て、東京帝国大学文学部梵文学科に進学。辻直四郎に師事した。
卒業後は、中央大学教授を務めた。河田烈の娘・河田元子と結婚し、岳父の河田烈が1940年から1941年まで大蔵大臣を務めた際には、秘書官を務めた。1988年にはインドのカーリダーサ・アカデミーの名誉会員に推挙された。

## 受賞・栄典
- 1982年1月：第3回 東方学術特別顕彰を受賞[2]

## 研究内容・業績
専門は古代から中世にかけてのインド文学。サンスクリット語によるインド文学やインド神話の邦訳を多数手がけた。

## 家族・親族
- 妻：河田元子は河田烈の長女。

## 著作
著書
- 『印度さらさ』生活社 1943[3]
- 『インド童話集』(世界児童文学全集 10) 田中実一[絵]、あかね書房 1959[4]
- 『インドの文学』(世界の文学史 9) 明治書院 1967[5]
  - 改訂版 坂田貞二共著、ピタカ 1978[6]
- 『インド童話』野々口重[絵]、玉川大学出版部 (玉川こども図書館) 1974[7]
- 『酔花集：インド学論文・訳詩集』春秋社 1974
  - 増訂版 1991[8]
- 『ジャータカ物語』玉川大学出版部 (玉川こども図書館) 1975[9]
- 『インド民話集』松田仁峯[絵]、ピタカ、1978[10]
- 『インド説話集』松田仁峯[絵]、ピタカ、1978[11]
- 『インドの神話：今も生きている神々』(世界の神話 6) 筑摩書房 1982[12]
- 『インド・色好みの構造』春秋社 1991[13]

### 共著
- 『サリーの女たち』(世界の女性史 15 インド) 編著、評論社 1976[14]
- 『変貌のインド亜大陸』(世界の歴史 24) 共著、講談社 1978[15]

### 訳書
- 『インド民話集』編訳、河出書房<河出市民文庫> 1952[16]
- 『インド集　世界文學大系 4』筑摩書房 1959[17][18]

以下が担当訳した作品
- 「ラーマーヤナ : アヨーディヤーの巻」
- カーリダーサ「シャクンタラー」 
グーテンベルク21（電子書籍版 2024）で再刊
- 「サンスクリット抒情詩」

- 『インド・アラビア・ペルシア集』[19](筑摩世界文学大系 9) 筑摩書房 1974[20]
- 『鸚鵡七十話：インド風流譚』平凡社(東洋文庫 3) 1963[21]
- ダンディン『十王子物語』指田清剛共訳、平凡社(東洋文庫 63) 1966[22]
- 『パンチャタントラ』(アジアの民話 12) 上村勝彦共訳、大日本絵画巧芸美術 1980[23]
- 『インドの笑話』坂田貞二共訳、春秋社 1983[24]
- ダーモーダラグプタ『遊女の手引き クッタニー・マタ=遣手女の忠言』平河出版社 1985[25][26]